# Sérülés (film)
A Sérülés  (eredeti cím: Concussion) 2015-ben bemutatott amerikai sport témájú életrajzi filmdráma, amelyet Peter Landesman írt és rendezett, Ridley Scott közreműködésével. A film zenéjét James Newton Howard szerezte. A főbb szerepekben Will Smith, Alec Baldwin, Gugu Mbatha-Raw, Arliss Howard és Paul Reiser látható.
Az Amerikai Egyesült Államokban 2015. december 25-én mutatták be a mozikban.

## Összefoglaló
Will Smith a nigériai származású Bennet Omalu törvényszéki neuropatológust alakítja, aki először fedezte fel az amerikai foci által okozott agysérülések, a CTE (krónikus traumatikus enkefalopátia) nyomait a játékosokon, és azért küzdött, hogy erre felhívhassa a közvélemény figyelmét. Will Smith a következőket nyilatkozta:

„Semmit sem tudtam erről az egészről, ezért aztán különösen fontosnak éreztem, hogy részt vegyek a filmben. A fiam négy éve játszik, és még csak nem is hallottam az ügyről. Felkerestem Bennettet, hogy magyarázza el nekem ennek a betegségnek a tudományos hátterét. Nagyon megijedtem”

A téma azonban, amelyet a versenyekből százmilliókat kaszáló NFL megpróbál elhallgatni, szószólóit pedig elhallgattatni, aktuálisabb, mint valaha. Az észak-karolinai egyetem sportsérülésekkel foglalkozó kutatóközpontjának jelentése szerint 2015-ben 19 diák halálát okozta a gyilkos játék.
A rendező szavait idézve:

„Én nem akarom megmondani a szülőknek, a kamaszoknak vagy a felnőtteknek, hogy mit tegyenek. Én a magam részéről döntöttem. A film végén kiderül, mennyire összetett ez a probléma, és milyen ellentmondásos ez az egész.”

## Szereplők
| Szereplő           | Színész                  | Magyar hang      |
| ------------------ | ------------------------ | ---------------- |
| Dr. Bennet Omalu   | Will Smith               | Kálid Artúr      |
| Dr. Julian Bailes  | Alec Baldwin             | Csankó Zoltán    |
| Dr. Cyril Wecht    | Albert Brooks            | Barbinek Péter   |
| Prema Mutiso       | Gugu Mbatha-Raw          | Pálmai Anna      |
| Mike Webster       | David Morse              | Csuja Imre       |
| Dr. Joseph Maroon  | Arliss Howard            | Varga T. József  |
| Daniel Sullivan    | Mike O'Malley            | Harmath Imre     |
| Dr. Steven DeKosky | Eddie Marsan             | Tarján Péter     |
| Alpolgármester     | Randy Kovitz             | Tarján Péter     |
| Christopher Jones  | Hill Harper              | Dolmány Attila   |
| Dave Duerson       | Adewale Akinnuoye-Agbaje | Vass Gábor       |
| Dr. Ron Hamilton   | Stephen Moyer            | Czvetkó Sándor   |
| Andre Waters       | Richard T. Jones         | Bognár Tamás     |
| Dr. Elliot Pellman | Paul Reiser              | Fazekas István   |
| Roger Goodell      | Luke Wilson              | Kárpáti Levente  |
| Gracie             | Sara Lindsey             | Bertalan Ágnes   |
| Justin Strzelczyk  | Matthew Willig           | Törköly Levente  |
| Keana Strzelczyk   | Bitsie Tulloch           | Solecki Janka    |
| FBI-ügynök         | Gary Grubbs              | Hegedüs Miklós   |
| Waters anyja       | L. Scott Caldwell        | Bessenyei Emma   |
| Paul Tagliabue     | Dan Ziskie               | Cs. Németh Lajos |
| D'Amico atya       | Larry John Meyers        | Cs. Németh Lajos |

## Díjak és jelölések
- Golden Globe-díj 2016 – Legjobb színész jelölés, dráma kategória: Will Smith
- Satellite Awards 2016 – Legjobb színész jelölés: Will Smith[2]